# Setu (Tarub)
Setu is een bestuurslaag in het regentschap Tegal van de provincie Midden-Java, Indonesië. Setu telt 3764 inwoners (volkstelling 2010).